# Малахия II (Гуриели)
Малахия II (Гуриели, груз. მალაქია II გურიელი; ок. 1577 — 1639) — грузинский церковный и государственный деятель, Абхазский католикос в 1616—1639 годах и одновременно архиепископ Цаишско-Джуматско-Хонский, де-юре владетельный князь (мтавар) Гурии в 1625—1639 годах (в реальности фактической власти не имел).

## Биография
Родился, предположительно, около 1577 года в семье владетельного князя Георгия II Гуриели (ум. 1625) и дочери князя Левана I Дадиани. В начале XVII века стал епископом Джуматским. В 1612 году получил епархию Цаишскую, а позже Хонскую епархию и в результате носил титул архиепископа Цаишско-Джуматско-Хонского. Завершил возобновление разрушенной Цаишской церкви и воссоздал роспись стен. После землетрясения 1615 года, полностью разрушившего храм, вторично восстановил церковь и украсил золотым окладом и драгоценными камнями цаишскую икону Божией Матери.
В 1622 году по указу Малахии II были составлены Сборник бичвинтских (т. е. охватывающих весь Абхазский католикосат, который по патриаршей кафедре в Бичвинте (Пицунде) называли также Бичвинтским) грамот и Большой реестр крестьян Абхазского католикосата. В реестре были подробно описаны крепостные церковные крестьяне, принадлежавшие католикосату на территории окормляемых им царства Имерети и княжеств Гурия и Одиши (Мегрелия, включая Абхазию), и их налоги. Документ позволяет установить, что Малахия II в этот период владел 24 крупными поместьями, в 18 из которых имел дворцы (т. е. хозяйственно-административные центры), например, в Сакучулорио, Хибуле, Хаужеле, Тилите, Галидзге, Субейше, Матходжи, Оцхане, Хоире и другие. Известно, что Малахия II выстроил эти дворцы на свои средства, а в некоторых случаях покупал землю и для возведения административных строений.
Малахия II успешно занимался дипломатической деятельностью. Так, от лица царя Имерети Георгия III он вместе с князем Леваном Абашидзе участвовал в переговорах с шахом Аббасом I, который вторгся в Восточную Грузию и требовал выдачи укрывавшихся в Имерети царей Картлии Луарсаба II и Кахетии Теймураза I. Также Малахия II дал великому моурави князю Георгию Саакадзе «Книгу клятвы», в которой обещал обеспечить безопасность его войск и возможность их свободного передвижения по территории Западной Грузии. Видимо, Малахия II сочувствовал идеям Саакадзе и его сторонников создать коалицию царств Западной и Восточной Грузии для борьбы против Персии. Малахия II имел деловые отношения с католическими миссионерами, находившимися в то время в Западной Грузии; театинскими монахами Арканджело Ламберти, Джузеппе Джудиче (Миланским), Кристофоро де Кастелли. Последнего в 30-х годах XVIII века Малахия II возил в Абхазию и показывал ему собор в Бичвинте.
Малахия II известен как щедрый жертвователь. Так, он даровал множество поместий и крепостных бичвинтскому кафедральному собору, возводил на церковной земле храмы, дарбази (большие дома), деревянные башни, приобретал для церкви скот и поля. По повелению Малахии II для бичвинтского собора была написана икона апостола Андрея (утрачена), создан дорогой оклад. Католикосату он передал украшенное жемчугом патриаршее облачение, церковную утварь, изготовленную из серебра и драгоценных камней, богато декорированные книги и другое. Малахия II заказал оклад для т. н. проповеднической иконы, одной из главных святынь патриаршего кафедрального собора Светицховели, которую привез в Западную Грузию католикос-патриарх Восточной Грузии (Мцхетский) Иоанн IX (1612—1617), укрывавшийся от нашествий на Восточную Грузию шаха Аббаса I. По заказу Малахии II также была оформлена рака, в которой хранились риза Богородицы и мощи святых. По просьбе Малахии II князья Одиши Леван II Дадиани и Гурии Мамия II Гуриели пожертвовали Абхазскому католикосату несколько поместий.
В 1626 году Леван II Дадиани сверг в Гурии своего зятя, отцеубийцу Симона I Гуриели (племянника Малахии II), и новым владетельным князем де-юре стал сам католикос. Таким образом, Малахия II объединил церковную и гражданскую власть, хотя фактическим правителем Гурийского княжества стал Кайхосро I Гуриели, ставленник Левана II Дадиани.
Малахия II скончался в 1639 году.